# Watertoren (Sint Jacobiparochie)
De watertoren in Sint Jacobiparochie is ontworpen door architect A.P. Wesselman van Helmond en gebouwd in 1957.
De watertoren heeft een hoogte van 41 meter en heeft één waterreservoir van 515 m3. Oorspronkelijk was de toren identiek aan de watertoren in Akkrum.
Na een verbouwing is de toren sinds 2024 in gebruik als bed & breakfast met twee suites onder de naam Hotel Wad Hoog. Daarbij zijn er ramen in het voormalige reservoir aangebracht. Daarmee lijkt de toren van buiten weer sprekend op die van Akkrum die in 2016 al een soortgelijke verbouwing onderging.
Akkrum · 
Bolsward ·
Dokkum ·
Drachten ·
Franeker ·
Harlingen ·
Heerenveen ·
Hoorn Terschelling ·
Joure ·
Leeuwarden 
(Groningerstraatweg · Schrans) ·
Lippenhuizen ·
Schiermonnikoog ·
Sint Jacobiparochie ·
Sneek